# ایتومیریم
ایتومیریم (به پرتغالی: Itumirim) یک منطقهٔ مسکونی در برزیل است که در میناز ژرایس واقع شده‌است. ایتومیریم ۶٬۰۰۰ نفر جمعیت دارد.